# Tonartencharakter
Unter Tonartencharakter versteht man den Tonarten anhaftende Charaktereigenschaften bzw. Ausdrucksfähigkeiten. So werden etwa Durtonarten oft als klar, hell und heiter beschrieben, Molltonarten dagegen als trübe, matt und düster. Des Weiteren kann man bei den wohltemperierten Stimmungen feststellen, dass die häufig gespielten Tonarten eher reinere Terzen enthalten als die entfernten Tonarten.
Darüber hinausgehende Unterscheidungen zwischen bestimmten Dur- oder Molltonarten waren durch die Epochen jedoch eher subjektiv und änderten sich immer wieder, aber es finden sich auch gewisse Übereinstimmungen. Andererseits haben renommierte Komponisten und Musiktheoretiker über die Jahrhunderte immer wieder bestritten, dass unterschiedliche Charaktere der Tonarten überhaupt existieren. Unabhängig von dieser kontrovers diskutierten Frage kann jedoch nicht übersehen werden, dass von vielen Komponisten „bestimmte Tonarten als Teil der inhaltlich semantischen Gestaltung und der angestrebten Stimmung bzw. des Affekts bewusst eingesetzt“ worden sind.

## Geschichte
Bereits aus der Antike sind Erörterungen über die Wirkung bestimmter Tongeschlechter und Tonarten überliefert.
Im Mittelalter wurden die vier authentischen Modi mit den vier Temperamenten assoziiert:
- dorisch mit phlegmatisch
- phrygisch mit cholerisch
- lydisch mit sanguinisch
- mixolydisch mit melancholisch.

Auch die drei Hexachordformen wurden mit bestimmten Charakteren in Verbindung gebracht:
- das hexachordum durum bzw. der cantus durus stand für einen harten und kühnen Charakter
- der cantus naturalis für einen mittelmäßigen, normalen Charakter
- der cantus mollis für einen weichlich furchtsamen Charakter.

C. Matthaei stellte 1652 in einer Abhandlung Äußerungen älterer Theoretiker zu den Kirchentonarten zusammen.
Beschreibungen vom Charakter einiger Dur- und Molltonarten durch Komponisten und Musiklehren sind seit Ende des 17. Jahrhunderts bekannt, jedoch nicht als Systematik für alle Tonarten. Bei Jean Rousseau findet sich eine Beschreibung von elf Tonarten, bei Marc-Antoine Charpentier von 18 und bei Ch. Masson von acht. Johann Mattheson beschreibt 1713 in seiner Schrift Das neu-eröffnete Orchestre sehr umfangreich die bis dahin gebräuchlichsten 17 Tonarten. „Daß nun ein jeder Tohn [jede Tonart] etwas sonderliches an sich habe / und sie dem Effect einer von dem andern sehr unterschieden sind / ist wol einmahl gewiß / wenn man Zeit / Umstände und Personen dabey wol consideriret“.
Auch im 20. Jahrhundert wurden Kirchentonarten nicht archaisierend, sondern bewusst für charakteristische Kompositionen eingesetzt, z. B. von Arnold Mendelssohn in seinem Chorwerk Drei Madrigale nach Worten des jungen Werthers.
Besonders bei den gebräuchlichsten Tonarten (Dur-Tonarten bis etwa drei Vorzeichen) sind die Übereinstimmungen der Beschreibungen sehr groß. Bei entlegeneren Tonarten und den meisten Moll-Tonarten gehen die Meinungen hingegen weit auseinander.

## Die Tonartencharakteristiken bei wohltemperierten Stimmungen
Während bei der (¼-Komma-)mitteltönigen Stimmung mit ihren reinen Terzen und geringfügig verstimmten Quinten alle spielbaren Tonleitern gleich gestimmt sind, sind bei den in der Musikgeschichte überwiegend verwendeten wohltemperierten Stimmungen die Tonleitern unterschiedlich gestimmt: Die Terzen der C-Dur-nahen Tonleitern werden möglichst rein erhalten, dafür klingen die von C-Dur entfernteren Terzen „rauer“. Deswegen konnte man verschiedenen Tonleitern verschiedene Charakteristiken zuschreiben. Francesco Galeazzi beschreibt z. B. B-Dur als „zart, weich und süß“, während E-Dur „schneidend, schrill und jugendhaft“ klinge.
Dies gilt nicht für die gleichstufige Stimmung, die sich exakt allerdings erst seit 1917 mit physikalischen Methoden verwirklichen ließ; dort sind wieder alle Tonleitern gleich gestimmt.
Oft wurden die „entfernteren“ Tonarten bewusst zur Textausdeutung eingesetzt, auch um die Auflösungen der Dissonanzen hernach umso reiner wirken zu lassen. Mit Auftreten der gleichstufigen Stimmung hat sich dies allerdings verflüchtigt. Was blieb, war die Tradition, beispielsweise Pastoralen üblicherweise in F-Dur zu schreiben.
Tonbeispiel (siehe wohltemperierte Stimmung)
| Akkorde in möglichst gleicher Tonlage |
| Hier hört man den unruhigen Charakter der ersten Akkorde (anfangs mit der rauen pythagoreischen Terz mit 408 Cent), die sich allmählich zu einem klaren B-Dur-, F-Dur-, C-Dur-, G-Dur- und D-Dur-Akkord wandeln, um dann wieder rauer zu werden. Bei C-Dur hört man die typische Schwebung der mitteltönigen Quinte. (Mit „Werkmeister“ ist die Werckmeister-Stimmung gemeint.) |

## Weitere Aspekte

### Instrumentation
Der Charakter einer Tonart kann auch durch Instrumentierungsaspekte mitgeprägt werden. Beispielsweise waren die „festlichen“ Trompeten durchweg in D gestimmt, so dass sich deren Glanz auf die Tonart D-Dur übertrug. Heute sind fast alle Instrumente chromatisch spielbar, so dass sie die Wahl der Tonart nicht mehr so deutlich einschränken, jedoch sind immer noch bestimmte Tonverbindungen auf einem Instrument leichter zu spielen. Wurde ein Stück am Instrument komponiert, so ist nicht auszuschließen, dass durch die leichte Erreichbarkeit bestimmte Figuren bevorzugt werden, die tatsächlich unterschiedlichen Klangcharakter haben. Auch gibt der Tonumfang einiger Instrumente bestimmte Klangfarben vor. Manche Tonarten ermöglichen einen besonders tiefen, dumpfen oder einen sehr hellen Orchesterklang und wurden von Komponisten entsprechend eingesetzt.
Hector Berlioz machte in seiner Instrumentationslehre von 1844 den Versuch, speziell für die Violine allen Tonarten nicht nur einen bestimmten Schwierigkeitsgrad zuzuordnen, sondern auch einen individuellen Klangcharakter. Berlioz’ Angaben zum Klangcharakter sind allerdings recht willkürlich. Er erstellte zwei Tabellen zur Spielbarkeit und zum angeblichen Charakter von Dur- und Molltonarten auf der Violine, die in der deutschen Ausgabe (1905) wie folgt lauten:
|     | Schwierigkeitsgrad                 | Klangcharakter                                    |
| --- | ---------------------------------- | ------------------------------------------------- |
| C   | leicht                             | ernst, aber dumpf und trübe                       |
| Cis | sehr schwer                        | weniger trübe und hervorstechender                |
| Des | schwer, doch minder schwer als Cis | majestätisch                                      |
| D   | leicht                             | heiter, lärmend, etwas gewöhnlich                 |
| Dis | fast unausführbar                  | dumpf                                             |
| Es  | leicht                             | majestätisch, ziemlich hellklingend, sanft, ernst |
| E   | nicht sehr schwer                  | glänzend, prachtvoll, edel                        |
| Fes | unausführbar                       |                                                   |
| F   | leicht                             | markig, kräftig                                   |
| Fis | sehr schwer                        | glänzend, einschneidend                           |
| Ges | sehr schwer                        | weniger glänzend, zarter                          |
| G   | leicht                             | ziemlich heiter, etwas gewöhnlich                 |
| Gis | fast unausführbar                  | dumpf, aber edel                                  |
| As  | nicht sehr schwer                  | sanft, verschleiert, sehr edel                    |
| A   | leicht                             | glänzend, vornehm, freudig                        |
| Ais | unausführbar                       |                                                   |
| B   | leicht                             | edel, aber ohne Glanz                             |
| H   | nicht sehr schwer                  | edel, hellklingend, strahlend                     |
| Ces | fast unausführbar                  | edel, aber weniger hellklingend                   |

|     | Schwierigkeitsgrad             | Klangcharakter                                       |
| --- | ------------------------------ | ---------------------------------------------------- |
| c   | leicht                         | düster, wenig hellklingend                           |
| cis | ziemlich leicht                | tragisch, hellklingend, vornehm                      |
| des | sehr schwer                    | düster, wenig hellklingend                           |
| d   | leicht                         | kläglich, hellklingend, etwas gewöhnlich             |
| dis | fast unausführbar              | dumpf                                                |
| es  | schwer                         | sehr trübe und traurig                               |
| e   | leicht                         | schreiend, gewöhnlich                                |
| fes | unausführbar                   |                                                      |
| f   | etwas schwer                   | wenig hellklingend, düster, heftig                   |
| fis | minder schwer                  | tragisch, hellklingend, einschneidend                |
| ges | unausführbar                   |                                                      |
| g   | leicht                         | schwermütig, ziemlich hellklingend, sanft            |
| gis | sehr schwer                    | wenig hellklingend, traurig, vornehm                 |
| as  | sehr schwer, fast unausführbar | sehr dumpf, traurig, aber edel                       |
| a   | leicht                         | ziemlich hellklingend, sanft, traurig, ziemlich edel |
| ais | unausführbar                   |                                                      |
| b   | schwer                         | düster, dumpf, rau(h), aber edel                     |
| h   | leicht                         | sehr hellklingend, wild, herbe, unfreundlich, heftig |
| ces | unausführbar                   |                                                      |

### Quintenzirkel
Oft spielen auch die Vorzeichen einer Tonart bzw. deren Verhältnis zum Null-Punkt des Quintenzirkels, zu C-Dur, eine Rolle. Von hier aus erscheinen
- Abweichungen in Richtung der Dominanten (im Uhrzeigersinn) als eine Steigerung bzw. Aufhellung
- Abweichungen in Richtung der Subdominanten (gegen den Uhrzeigersinn) als Abspannung und Verdunkelung.

J. S. Bach scheint von dieser Überlegung geleitet zu sein, wenn er in beiden Bänden des Wohltemperierten Klaviers das dritte Präludium-Fuge-Paar nicht „ökonomisch“ in Des-Dur mit 5 b, sondern im schwerer lesbaren Cis-Dur mit 7 # notiert, weil dieses der Kreuze wegen besser zum heiteren Charakter der Stücke passt. Dass die Notierung für das klangliche Ergebnis völlig irrelevant ist, spielt hier keine Rolle, da das Wohltemperierte Klavier ausdrücklich für „Kenner und Liebhaber“ gedacht ist, sich also stärker an Leser als an Hörer richtet. Das achte Ensemble aus Präludium und Fuge notiert Bach im ersten Band (dem düster-ernsten Charakter entsprechend) in es-Moll (6 b), das Pendant im zweiten Band jedoch (dem verspielt-heiteren Charakter entsprechend) in dis-Moll (6 #).

### Hörphysiologie
- In ihrer absoluten Tonhöhe stimmen Tonarten mit körpereigenen Frequenzen, z. B. den feststehenden Formanten der Vokale, überein oder weichen von ihnen ab. Damit gehen möglicherweise synästhetische Verknüpfungen einher.
- Wenn man die Modulation einer gleichstufig temperierten Tonleiter in eine andere Tonart rein mathematisch betrachtet, so handelt es sich um eine Multiplikation aller Frequenzen mit einem konstanten Faktor bzw. um eine reine Verschiebung des gesamten Frequenzbereiches nach oben oder unten, ohne dabei die „Form des Spektrums“ zu ändern. Allerdings ist das menschliche Gehör extrem nichtlinear und sehr frequenzabhängig, so dass Töne gleicher Amplitude und unterschiedlicher Frequenz nicht als gleich laut wahrgenommen werden. Zusätzlich finden zwischen verschiedenen Frequenzen in der „reinen Mechanik des Ohres“, also auf dem Weg von der Ohrmuschel über das Trommelfell bis hin zur Gehörschnecke Intermodulationen zwischen den auftreffenden Frequenzen statt; d. h., es bilden sich Mischprodukte bzw. neue Frequenzen, die von der Frequenz und der Differenz- und Summenfrequenz der ursprünglichen Schallwellen abhängen.
- Aus der nichtlinearen Wahrnehmung der Frequenzen beim menschlichen Ohr folgt, dass der Abstand der Frequenzen zwischen zwei Halbtönen in den unteren Oktaven sehr viel kleiner ausfällt als in den oberen; selbst innerhalb einer Oktave wird das Frequenzintervall von Halbton zu Halbton immer größer, während das menschliche Ohr diese Intervalle als gleich empfindet. Eine geringe Veränderung des Kammertons a um wenige Hertz hat weitaus größere Änderungen der Tonfrequenzen in den oberen Oktaven zur Folge. Das kann bei einigen, insbesondere bei mechanischen Instrumenten hörbare Veränderungen im Klangcharakter zur Folge haben.
- Ferner bestehen stark wahrnehmbare Unterschiede im Bassbereich, wenn man beispielsweise C-Dur und A-Dur vergleicht: Der Tonikagrundton eines C-Dur-Akkords im Bass liegt je nach Oktave bei etwa 65,4 Hertz oder 130,8 Hertz. Bei A-Dur liegt dieser Grundton eine große Sexte höher und somit je nach Oktave bei 110 Hertz oder 220 Hertz. Dieser Unterschied wirkt sich entscheidend auf den Charakter der Basswiedergabe aus (Weichheit, Ortbarkeit). Dabei ist es nicht von Bedeutung, ob eine temperierte oder eine reine Stimmung benutzt wird.

### Assoziation und Tradition
Beethovens 5. Sinfonie, die „Schicksalssinfonie“, beginnt in c-Moll und endet in C-Dur. Diese Entwicklung „durch Nacht zum Licht“ findet sich wieder in Brahms’ erster Sinfonie. Dass Brahms hier die gleiche Tonartkombination wie Beethoven wählt, ist sicher kein Zufall, sondern bewusste Assoziation an ein Vorbild und Anknüpfen an eine Tradition.
Ähnlich steht es mit Webers Freischütz, der verblüffende tonartliche Parallelen zu Beethovens Fidelio aufweist: wie in Fidelio werden im Freischütz die düsteren Aspekte und bösen Mächte durch c-Moll und der befreiende Sieg über sie durch C-Dur dargestellt; die heroisch liebende Begeisterung, die sich bei Beethoven im E-Dur der großen Leonoren-Arie ausdrückt, findet bei Weber ihre Entsprechung im E-Dur der überschwänglichen Arie der Agathe.

## Kritiker
Renommierte Musiker haben über die Jahrhunderte bestritten, dass die Tonarten unterschiedliche Charaktere aufweisen. So ist Johann David Heinichen in seinem 1728 erschienenen Standardwerk Der Generalbass in der Composition der Überzeugung, dass die Wirkung eines Musikstückes nur vom Einfallsreichtum des Komponisten abhänge; von dessen Vorlieben, von der Notwendigkeit der Modulation zur Vermeidung von Langeweile sowie von den Möglichkeiten der Ausführenden sei die Tonartenwahl bestimmt.
Ähnliche Meinungen äußerten im 19. Jahrhundert Moritz Hauptmann, Eduard Hanslick und andere. Im Allgemeinen beziehen sich die Kritiker auf die Argumente der Vertreter der Lehre und erklären diese für nichtig:
- Mit der gleichstufig temperierten Stimmung bestehen keine Unterschiede im Aufbau der Tonarten auf verschiedenen Grundtönen mehr. Damit können auch keine Unterschiede im Klang oder Charakter vorhanden sein.
- Das Argument der Charaktere durch die verschiedene Instrumentation sehen Kritiker als nicht zum Wesen der Tonart gehörend an.
- Die verschiedene Funktion im Bezug zum Null-Punkt C-Dur kann nur relativ gehört werden, wenn man zuvor eine andere Tonart als Vergleich gehört hat.
- Die Höhe des Stimmtons war früher lange nicht einheitlich und schwankte in der Musikgeschichte oft.

## Bekenntnisse
Haydn, Mozart, Beethoven, Schubert haben den Charakter bestimmter Tonarten in Worte zu fassen versucht. Für D-Dur bzw. E-Dur postulierten sie:
| Tonart | Haydn                                   | Mozart                                    | Beethoven                           | Schubert            |
| ------ | --------------------------------------- | ----------------------------------------- | ----------------------------------- | ------------------- |
| D-Dur  | Lobpreis, Majestätisches, Kriegerisches |                                           | kräftig, Marsch, Sehnsucht, Schmerz |                     |
| E-Dur  | Todesgedanken                           | überirdisch, besonders erhaben, weihevoll | feierlich, religiös, innerlich      | Gottestonart, Liebe |

Anmerkung:
Um 1800 ältere Mozartstimmung 421 Hz, 1850 Wiener u. Berliner Stimmung 422 Hz (knapp einen Halbton unter 440 Hz).